# Ніколай Мюллер
Ніколай Мюллер (нім. Nicolai Müller, нар. 25 вересня 1987, Лор-ам-Майн) — німецький футболіст, півзахисник австралійського клубу «Вестерн Сідней Вондерерз».
Виступав, зокрема, за клуби «Гройтер», «Майнц 05» та «Гамбург», а також національну збірну Німеччини.

## Клубна кар'єра
Народився 25 травня 1987 року в місті Лор-ам-Майн. Мюллер починав кар'єру в академіях «Вернфельда» і франкфуртського «Айнтрахта». У 2003 році став гравцем молодіжної команди «Гройтера», а з 2006 року став залучатись до матчів другої команди, що виступала у Оберлізі.
2 березня 2007 року Мюллер дебютував за першу команду в матчі проти «Аугсбурга» (2:1). Всього за перші два сезони в першій команді «Гройтера» він зіграв в семи іграх у другій Бундеслізі. Друге коло сезону 2008/09 Ніколай провів в оренді в «Зандгаузені» з Третьої ліги. Влітку 2009 року повернувся в «Гройтер», де за два наступних сезони відіграв 62 матчі і забив 13 голів у Другій Бундеслізі.
Влітку 2011 року уклав контракт з клубом «Майнц 05». 28 серпня 2011 року він дебютував за нову команду в матчі Бундесліги проти «Ганновера», вийшовши на заміну на 88-й хвилині замість Еріка Шупо-Мотінга. Його дебют в стартовому складі «Майнца» відбувся 24 вересня 2011 року в матчі проти дортмундської «Боруссії». У цьому ж матчі Мюллер забив перший гол за «карнавальщиків». Загалом провів у команді наступні три роки своєї кар'єри гравця. Більшість часу, проведеного у складі «Майнца», був основним гравцем команди.
5 серпня 2014 року Мюллер перейшов в «Гамбург», підписавши контракт до 2018 року. Відіграв за гамбурзький клуб чотири сезони, провівши 82 гри в національному чемпіонаті. В останньому сезоні на поле майже не виходив через травму, отриману у його першій грі, а «Гамбург» не зміг зберегти місце у Бундеслізі.
Влітку 2018 року гравець, чий контракт з «Гамбургом» саме закінчився, на правах вільного агента уклав дворічну угоду з франкфуртським «Айнтрахтом».

## Виступи за збірну
У травні 2013 року Мюллер отримав запрошення до збірної Німеччини на товариські матчі в США. 29 травня 2013 року він дебютував за збірну в матчі проти збірної Еквадору (4:2), замінивши на 89-й хвилині Лукаса Подольські. Через кілька днів, 2 червня, зіграв свій другий і останній матч за збірну проти США (3:4), замінивши на 80-й хвилині Мірослава Клозе.